# Cadmea
Cadmea (grec antic: Καδμεία) era el nom antic de la ciutat de Tebes, anomenada així per Cadme, el llegendari fundador fenici de la ciutat. El nom de Cadmea es va aplicar més endavant només a la ciutadella de Tebes.
És possible que aquesta ciutadella estiguera assentada en aquest lloc des de la primerenca edat de bronze, tot i que n'hi ha pocs registres i la història de l'assentament només es pot datar amb certesa des de l'últim període micènic.

## Llegenda
A l'Odissea, Homer diu que Amfíon i Zetos, els fills d'Antíope i Zeus, van construir la muralla de la ciutat. Els cinc esparts supervivents dels que van néixer de les dents del drac que va matar Cadme al lloc on després va fundar Tebes van ser l'origen de les famílies més nobles de la ciutat, que van mantenir al llarg del temps el nom d'Esparts. És possible que el nom d'aquestes famílies fos l'origen de la llegenda de la sembra de les dents. Tant la Ilíada com l'Odissea anomenen Καδμεῖοι (cadmeus) als habitants de Tebes, i la plana de Beòcia s'anomenava «la terra de Cadme» (Καδμηΐς γῆ), segons Tucídides, que afegeix que els cadmeus van governar Cadmea fins a seixanta anys després de finalitzada la Guerra de Troia, quan els beocis, que havien emigrat des de Tessàlia, els van expulsar.
Més tard, Adrast, rei d'Argos, va organitzar una expedició contra les muralles de Tebes, donant lloc al que es coneix com la Guerra dels set Cabdills, i a tota una literatura del període clàssic sobre aquests fets: Les suplicants i Les fenícies, d'Eurípides, Els set contra Tebes, d'Èsquil, i els poemes èpics del Cicle tebà.

## Període clàssic
En el període clàssic Cadmea tenia el mateix propòsit que l'acròpoli d'Atenes: molts edificis públics es van construir dins d'aquesta ciutadella, i es pensa que les assemblees de Tebes i de la Lliga Beòcia es podrien haver fet ací. Durant la invasió espartana (382-379/372 aC) i la invasió macedònica les guarnicions estrangeres s'estacionaven a Cadmea.

## Destrucció i reconstrucció de Cadmea
Alexandre el Gran va destruir Cadmea l'any 335 aC, en arrasar la ciutat de Tebes com a advertiment a les altres ciutats gregues, perquè consideraren el destí que els esperava si s'oposaven al seu govern. Cassandre, el general macedoni que heretà els territoris grecs d'Alexandre després de la seua mort, va reconstruir Cadmea al 316 aC.